# برآرایی بخار فلز-آلی

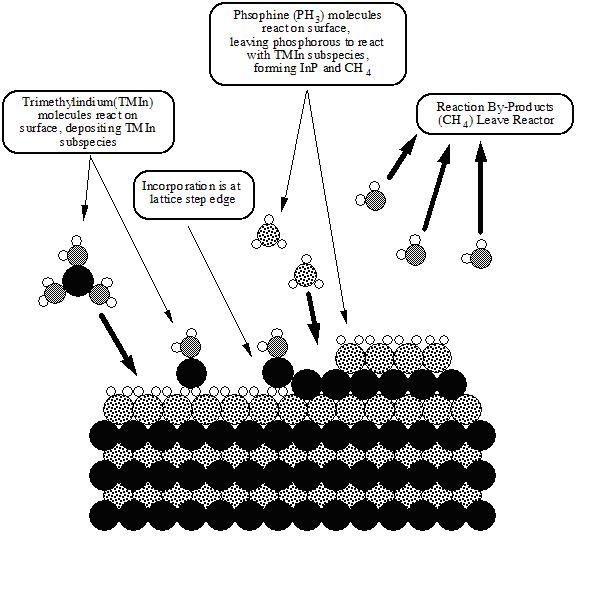
تصویری شماتیک از فرایند

برآرایی بخار آلی -فلزی (به انگلیسی: Metal Organic Chemical Vapor Epitaxy) یکی از روش های لایه نشانی و به تعبیر بهتر برآرایی از فاز بخار است؛ از این فرایند برای رشد لایه های کریستالی مانند ساختارهای چند لایه نیمه هادی استفاده می شود. در این روش با استفاده از پیش ماده‌های آلی- فلزی (گازهای حامل فلز)، دمای رشد کاهش یافته و می توان لایه های نازک با کیفیت بهتری تهیه کرد. بر خلاف روش برآرایی باریکه مولکولی این روش با یک واکنش شیمیایی همراه است و در خلاء رخ نمی‌دهد(در فشار ۲ تا ۱۰۰ کیلو پاسکال). امروزه، برآرایی بخار فلز-آلی به یک فرایند مهم در تولید ادوات اپتوالکترونیک تبدیل شده است.